# Accepted Frewen
Accepted Frewen (1588-1664) fue un sacerdote de la Iglesia de Inglaterra y Arzobispo de York de 1660 a 1664.
Nació en Northiam, Sussex,  hijo de John Frewen, que era rector allí. El nombre inusual es un ejemplo del tipo de nombre puritano que no era infrecuente en la zona a finales del siglo XVI; su hermano se llamaba Thankful Frewen.  Recibió su educación en el Magdalen College Oxford, donde en 1612 se convirtió en profesor. Anthony Wood lo describe como en ese momento "de inclinación puritana".  En 1617 y 1621 el colegió permitió que actuara como capellán de John Digby, embajador en España. En Madrid dio un sermón que satisfizo al rey Carlos I de Inglaterra y después al ascender al trono contrató a Frewen como uno de sus capellanes.
En 1625 se convirtió en canon de la Catedral de Canterbury y vicepresidente del Magdalen College, y el año siguiente fue elegido presidente. Fue vicecanciller de la Oxford University en 1628 y 1629, y de nuevo en 1638 y 1639. Fue principalmente por su instrumentalidad que la placa de la universidad fue enviada al rey en York en 1642.
Dos años después (en 1644) fue consagrado Obispo de Lichfield y Coventry, y renunció a su presidencia (y decanato). Fue privado de su cargo por el Parlamento el 9 de octubre de 1646, ya que el episcopado fue abolido durante la duración de la Mancomunidad y el Protectorado.El parlamento declaró sus posesiones expropiadas por traición en 1652, y Oliver Cromwell puso después precio a su cabeza. La proclamación, sin embargo, lo designaba como Stephen Frewen, y consecuentemente fue capaz de escapar a Francia. En la Restauración reapareció en público, y en 1660 se consagró como Arzobispo de York. En 1661 tomó el puesto de presidente en la conferencia de Savoy.